# Kruis van Verdienste van de Nationale Bond "Het Mobilisatiekruis"
Het Kruis van Verdienste van de Nationale Bond "Het Mobilisatiekruis" is een van de onderscheidingen van de Nationale Bond "Het Mobilisatiekruis". Deze particuliere onderscheidingen mogen niet op militaire uniformen worden gedragen maar ze worden daar wel op gezien. Prins Bernhard der Nederlanden droeg zijn Bondskruis van de Bond van Nederlandse Oorlogs- en Dienstslachtoffers op zijn uniform. Voor veteranen gelden geen strenge regels al is er door de Kanselier van de Nederlandse Ridderorden voor burgers een draagvolgorde van de Nederlandse onderscheidingen vastgesteld. Daarin kregen de onderscheidingen van de bond een plaats als particuliere onderscheidingen.
Het Kruis van Verdienste van de Nationale Bond "Het Mobilisatiekruis" wordt door het bestuur van de vereniging toegekend.
Kruis voor Moed en Trouw · Verzetskruis · Erepenning voor menslievend hulpbetoon · Eervolle Vermelding · Bronzen Leeuw · Verzetsster Oost-Azië · Bronzen Kruis · Kruis van Verdienste · Vliegerkruis · Ereteken voor Belangrijke Krijgsbedrijven · Lombokkruis · Metalen Kruis 1830-1831 · Metalen Kruis Vrijwilligers 1830-1831 · Oorlogsherinneringskruis · Verzetsherdenkingskruis · Ereteken voor Orde en Vrede · Nieuw-Guinea-Kruis · Mobilisatie-Oorlogskruis · Kruis voor Recht en Vrijheid · Onderscheidingsteken voor Langdurige Dienst als officier · Ereteken voor meester-scherpschutter op geweer voor schepelingen van de Koninklijke Marine · Ereteken voor meester-kanonnier voor schepelingen van de Koninklijke Marine · Schietprijsster van het Koninklijk Nederlandsch-Indisch Leger · Kruis van Verdienste van het Nederlandse Rode Kruis · Kruis van Verdienste van de Nederlandse Bond van Vrijwillige Burgerwachten · Kruis van de Algemene Vereniging van Nederlandse Reserve-officieren voor militaire prestatietocht · Mobilisatiekruis 1914-1918 · Witte Mobilisatiekruis 1914-1918 · Kruis van Verdienste van de Nationale Bond "Het Mobilisatiekruis 1914-1918" · Herinneringskruis 1939-1940 van het Nederlandse Rode Kruis · Herinneringskruis 1940-1945 van het Nederlandse Rode Kruis · Vierdaagsekruis · Elfstedenkruisje · Onderscheidingen van de brandweer
Zie ook: Lijst van Nederlandse onderscheidingen